# 西口プロレス
西口プロレス（にしぐちプロレス、West Gate Wrestling Federation）は、お笑い芸人たちによる、お笑いプロレス団体。略称は西プロ、WGWF。

## 概要
ギャグレスラーである長州小力曰く、「お笑いブームを3回くらい逃しちゃった芸人たちがシャレでやっているプロレスごっこ」。プロレスの定義はスポーツ（格闘技）なのかエンターテイメント（ショー）なのかあいまいな部分があるが、西口プロレスの場合、ほぼ100%エンターテイメントである。もっとも、試合中にはパワーボム、コブラツイスト、サソリ固め、延髄斬りなど、プロレス技もふんだんに織り込まれており、スポーツ性が皆無という訳でもない。初期には手違いからプレイガイドのスポーツ枠に選別され、観戦者から激怒されたこともあるが、長州小力は一貫してプロレスの枠内であることを否定しており、プロレスという設定を使った「プロレスコント」であるとしている。
西口プロレスはあくまでも芸人の趣味の延長で行われているイベント名であり、芸能事務所ではない。2006年に西口エンタテインメントとして事務局を設立後は、アントニオ小猪木や長州小力らフリーランスだった芸人が所属。主催ライブ「西口寄席」を開催、関連グッズの通信販売などが行われており、芸能プロダクション的な活動を行っている。

## 歴史
元々、浅草や新宿のストリップ小屋の幕間に、芸として芸人同士がプロレスごっこを演じていたところ、思いがけず客からの評判が良かったため、団体旗揚げへと話が発展する。
2001年2月、新宿のプーク人形劇場で旗揚げ戦を開催。リングを持っていなかったため、ありったけの布団を重ねてマットの代わりにするという悲哀を味わっている。団体名の西口プロレスはプーク人形劇場が新宿駅西口に近いからという理由らしいが、実際には同劇場は新宿駅西口よりも南口の方が近い（新宿マインズタワーと至近距離にある）。その後、月に1回の大会開催頻度（団体構成員のほとんど全員が芸人が本業であるため）であるにもかかわらず、口コミで客が増えてゆき、公演会場も徐々に大きくなっていった。
そして、2005年初頭に所属レスラーの長州小力がブレイクした事により、その存在がマスコミに知られたことから、1000～2000人クラスの会場をも満員にするほどの集客力を持つに至り、2006年にはプロレスの聖地である後楽園ホール進出も果たした。ちなみに、長州小力の最大の持ちネタである「小力パラパラ」は団体旗揚げ直後から行われていた。また、ハッスルマニアが成功したことで、エンターテイメントプロレスの需要を見込んだLLPWの神取忍がエンターテイメントに特化した西口プロレスと組み、LLPWと西口プロレスの合同興行を東京武道館で行った。さらに、2007年には日本テレビにて地上波放送が実現した。
なお、2005年には、かつて新日本プロレスに所属していた橋本真也が、西口プロレスのリングに（正式な試合ではないものの）上がった。これはバラエティ番組『ロンドンハーツ』の企画の一環（「ブラックメール」にはまった罰ゲームとして、橋本が小力にお仕置きをする、というもの）として行われたものであるが、この収録の後に橋本が急逝する（収録された物は橋本が急逝した直後の7月19日に放送された）。長州小力は元々長州力のものまねで「しゃあ! この野郎!」、「お前橋本か?」、「てめえ! 橋本っ! 橋本っ!」、「キレてないですよ」、「俺キレさせたら大したもんだ」などと演じていたが、橋本の死後は、長州の橋本を探すネタは見られなくなった。
2008年4月よりほぼ3ヶ月に1回の割合で、著名なお笑い芸人や本職のプロレスラーも交えた「西口DXプロレス」と称するプレミアム公演をShibuya O-EASTで開催。
さらに、ぴんぽんず「最高」CEOを最高責任者とし、ばってん多摩川をエースに置いた若手興行である西口ドアを、阿佐ヶ谷ロフトAを拠点に定期的に開催している。こちらはリングを使わないマットスタイルの試合で、ばってん多摩川の他によしえつねお（プロレスラー吉江豊の兄）、小蝶野正洋、棚ボタ弘至、Mr.マジックなどの芸人がレギュラーとして出演する他、西口本隊からも見た目が邦彦、けんちゃん、ラブセクシー・ヤングなどが参戦している。2008年5月には後楽園ホールにおいてマッスルハウス6で、両団体の芸風が似ているという因縁から、マッスル軍の男色ディーノ、アントーニオ本多、マッスル坂井vsアントニオ小猪木、はちみつ二郎、見た目が邦彦戦が行われた。試合は西口が勝利。
2008年9月大会【遊びゴコロと秋の空】に於いて、日本プロレス界永遠のテーマである【新日本プロレスvs全日本プロレス、どちらが強いのか？】を西口流にオマージュした【新西口プロレス】(アントニオ小猪木、長州小力、ハルク・コヤマサン、ハチミツ真也、タイガーキッド)対【全西口プロレス】(ジャイアント小馬場、三沢が光晴、ユダン・ハンセン、ブルーザー・デブロディ、アブドーラ・ザ・ブッチャン)を開催し、お笑いプロレスではない本物のプロレスファンの間で話題を呼び、超満員札止めとなる。
各々の選手は試合開始直前までシークレットとされ、入場時に掛かるテーマ曲で初めてどんな選手が登場するかがわかる演出が採用され、爆勝宣言、スパルタンX、お前は虎になれ、サンライズなど往年の入場テーマが流れる度に会場は大きなどよめきと歓声に包まれ、ユダン・ハンセンを演じたラブセクシー乙羽屋は後日、あまりの盛り上がりにバックヤードで武者震いしたと回顧している。
試合は3本勝負で行われ、2対1で新西口プロレスが勝利を収めた。この時に登場した各キャラクターはその後も度々登場するヒット商品となる。
2009年5月にはみちのくプロレスとの東北コラボツアーを敢行する（みちのくプロレス提供、西口プロレス提供、混合マッチ等）。上記以外のプロレス団体とも、インディや女子プロレス中心に盛んにコラボを行っており、さらにはメジャー団体として知られる全日本プロレスのお笑い系王座であるF-1タッグ王座にも参加し、長州小力がタイトルを獲得している（パートナーは浜亮太）。
月1回「西口寄席」と称したプロレス形式でないお笑いライブも開催している。
2011年11月から2015年3月、2018年11月から2019年には日テレG+が放送権を獲得し、「劇闘!? 西口プロレス」のタイトルで放送開始。その関係からか2012年7月の興行ではプロレスリング・ノアからモハメド・ヨネと石森太二が告知を兼ねて来場した。
2017年3月28日、試合を観戦に来ていた哀川翔がリングに上り、当時長州小力が保持していた"小ＩＷチービーチャンピオンベルト"への挑戦を表明し、哀川と西口プロレスの抗争がスタート。数ヶ月後、それまで未定となっていた哀川の参戦する大会が発表されると、該当大会のチケットは即完売した。
10月31日大会【ところがどっこい西口プロレス】に於いて、哀川翔が西口プロレス初参戦。あいかわい翔、花香よしあき、と言った偽・哀川軍団とともにタイガーマスクの覆面を被った謎の人物を引き連れて登場した。タイガーマスクの正体は勝俣州和であり、哀川のパートナーとして西口プロレスとの抗争に加わる事になる。マスカラスばりのフライングボディプレスで小力に勝利してベルトを奪取した哀川は、夢だったプロレスデビューが出来た事の感謝と、プロレスが予想以上にキツイ種目であった事を述べた。また、抗争の続編として、哀川翔＆勝俣州和 vs 長州小力＆アントニオ小猪木が発表され、こちらも超満員札止めとなる。
2018年6月26日大会【通告。遊びじゃないんだ！】に於いて、哀川翔と勝俣州和が再び西口マットに登場、タッグマッチで行われた試合は、前回とは見違える程のスタミナを付けてきた哀川軍に終始試合をリードされるも、小猪木が勝俣から延髄斬りで勝利。更なる続編として、王者哀川が挑戦者として小猪木を逆指名。三度超満員札止めとなる。
11月27日大会【小IWチービー選手権試合 挑戦者アントニオ小猪木 vs 王者哀川翔】に於いて、哀川翔が三度西口のリングに登場。小力がレフェリーを買って出るも小猪木に有利な悪徳レフェリングを繰り返す。しかし勝俣州和が乱入して小力を蹴散らし、臨時レフェリーとして試合を裁きフライングボディプレスで哀川が小猪木に勝利。哀川軍の完全勝利かと思われたが小力がレフェリー権限で無効試合としてしまう。不服とする哀川軍に対して、最終決戦として翌年に控えた後楽園ホール大会を指定する。
2019年3月26日、13年振りとなる後楽園ホール大会【西口プロレス創立18周年記念興行】は葛西純、宮本裕向、バナナ千賀、新井健一郎、アンドレザ・ジャイアントパンダといったプロレスラーが参戦。ゲストに田中ケロ、ザ・グレート・カブキ、小橋建太、丸藤正道と言った錚々たる面々が登場した華やかな大会となり超満員札止めとなる。メインで行われた最終決戦では、哀川＆勝俣が小力＆小猪木を同時にフライングボディプレスを決めて有終の美を飾り、ここに2年間に及んだ抗争が終結した。
4月30日、平成最後の日に行われた大会【プロレスごっこ平成場所千秋楽】では、カブキロックスの氏神一番が登場、アントニオ小猪木とシングルマッチを敢行。敗れはしたものの、前出の哀川翔に続きYahoo!ニュースなどメディアに取り上げられ賑わせた。また、リング上で元禄流行歌『お江戸-O・EDO-』を演奏した氏神は、夢だったプロレスデビューを出来た事への感謝、またカブキロックスのいでたちはマスカラスへの憧れから来たものである事を述べた。
以降、6月興行では井上京子・井上貴子のW井上が、9月興行ではなべやかん、HG、スギちゃん、ムーディ勝山、若井おさむ、コウメ太夫、天津木村と言ったお笑い芸人勢が登場するなど、かつての西口DXプロレスの様な特別ゲストを招いた興行を数ヶ月おきに本興行枠で行っている。
2020年、新型コロナウイルスによるイベント開催自粛勧告の影響で2月(19周年記念)大会～10月大会、並びに12月大会～翌2月大会(20周年記念)大会が中止を余儀なくされる。開催自粛期間中に任期を終えた2019年度西口向上委員会の卒業式は【西口向上放送部】内で行われた。

## 試合
1公演につき5試合から7試合が行われるが、「西口プロレス三箇条」として、「安全第一」、「筋肉禁止」、「台本重視」があるように、ほとんどの試合が出来レース、茶番劇であり、その中で大技を盛り込んだり、予定調和的な動きで客をいかに楽しませるかを重視したりしている（その他のスローガンにも、「100回のスクワットよりも1回の打ち合わせ」、「急所出しても血は出すな」がある）。
なお、若手興行「西口ドア」では、上記三箇条の頭にそれぞれ「超」を付けたものを三箇条としている。
また、団体内にリングサイドアナウンサーや解説者がおり、そのやりとりで場内を沸かせることもあるが、完全に分業されているわけではなく、例えば下記「DVD」の「お笑いど真ん中～」に収録されている2005年6月公演では、第6試合で戦っていたプロレスラーが第7試合で解説者になっていたり、第2試合でレフェリーになっていた者が第6試合でプロレスラーになっていたりする。

## 主な興行
本興行
西口プロレスの一番主たる活動となる興行。基本的に月に1度、最終火曜日に新宿FACEで行われる。通常のプロレスのリングを使用している。ただし、専用の分厚く弾力が強いマットを使用している。あまりの弾力の強さの為に、選手が立つとマットが沈むほどである。会場を週単位で使用する演劇興行とのバッティングで新宿FACEが使用出来ない事が年に1度程度あり、その場合は新木場1stRINGを使用する事もある。こちらは主に土曜日に開催される。
アントニオ猪木酒場大会
かつてアントニオ猪木酒場で、本興行と並んで毎月(12月を除く)行われていた定期興行。アントニオ猪木酒場新宿店の店内で、毎月第二火曜日夜8時より行われていた。当初は昭和時代の『ワールドプロレスリング』放送時間に倣い、金曜夜8時からのイベントであったが、猪木酒場の店舗移転に伴い変更された。
元々は西口プロレスが猪木酒場で行っていた年越しカウントダウンイベントであったものを、2016年に西口プロレスの15周年を記念した1年間限定の特別企画としてリニューアルしたイベントが、好評につき継続されているものである。
リングは使用せず、店内のリングを模したスペースに専用のマットを敷いて行う。試合自体の観戦は無料だが、お店に入店する為に専用の飲み放題コースをオーダーする必要がある。シングルマッチ1試合、タッグマッチ1試合、酒場の女性店員によるダンスショー、じゃんけんプレゼント大会という構成で、興行ではなくイベントとしての趣旨が強いが、毎月超満員の人気を誇っており、良い席の確保には2～3ヶ月前からの予約が必要になる事も多々ある。
登場する選手は"一昨日連絡して今日来れた人"とされている。ただし、対戦カードは1週間近く前から発表されている。
尚、同じく新宿を拠点に活動している姉妹団体の西口ドアと興行が重なる事が稀にあり、その時は新宿西口決戦などと呼ばれる。ただし、双方とも会場は東口側にある。
コロナショックの影響で2020年2月大会を最後に中止となり、同年7月にアントニオ猪木酒場が閉店された為、そのままイベント終了となった。
まつり湯プロレス
年に3回(正月、ゴールデンウィーク、夏休み)、浅草ROXに入居するまつり湯の宴会場で行われる。当然ながらリングは使用しない。場合によってはマットすら使用せず、ステージ上でのプロレス的な動きと場外乱闘を模した客いじりで楽しませる内容を行う事もある。基本的に温泉宿の余興の域を出ない。観戦自体は無料だが、まつり湯の入浴料が必要になる。
遠征興行
関西で年に一度程度行われる興行。熊本まで遠征興行をした事もある。

## 所属選手
かっこ内は芸人としてのコンビ名、芸名。“ ”内はキャッチフレーズ。
長州小力：“革命閣下”
西口プロレスの看板レスラーでありながら、最近の本興行ではメインカードに登場する事は少なく、休憩前の試合に甘んじている事も多い。勝っても負けてもそのまま「小力パラパラ」になだれ込むのは変わらない。得意技はサソリ固め、小力ラリアット、小太鼓乱れ打ち。滅多に登場しないが、極稀に「誰でしょうマン」という名前の覆面レスラーに扮する事があるが、覆面レスラーではあるものの、マスクの顔の部分がシースルーになっており、素顔は丸見えである。
アントニオ小猪木：“小さな闘魂”
長州小力との対決は「名勝負数え歌」と呼ばれる。得意技は小卍固め、延髄切り、小インディアンデスロック、小コブラツイスト。アゴを続けて打たれると攻撃力が下がるらしい。また、かなりの昭和プロレス通であり、トークライブなどで小猪木に昭和プロレスを語らせると客を置き去りにして暴走する事もある。
三平×2（ペイパービュウ）：“秋葉原の金狼”、”最凶ヒール”
ミスターハードコア。凶器を使う達人。得意技は相手を三点倒立させた状態で支えた手を離す「安全式パイルドライバー」、相手の頭の下に何か敷物を入れてあげる「超安全式パイルドライバー」。別キャラとして「TNTゴン」「ケンドーチガサキ」などがある。基本的にはヒールよりの立場のキャラクターのみを使う。
ユンボ安藤（東京ペールワン）：“火曜日からの使者”
以前はハードコアレスラーとして凶器を用いるレスリングを繰り返していたが、2010年ごろよりリングサイド解説者としての活躍を主に置き、試合は毎年２月の周年興行の際に世界のうめざわ相手に年１戦のみに抑えている。得意技はユンボーイ（元技はスクールボーイ）。実生活ではラブホテルでバイトをしている。
エール橋本（東京ペールワン）：“戦慄の医療ミスDr.ダーレ”
相方のユンボ安藤とリングサイド解説者として活躍。得意技はスワン式一斗缶ミサイルキック。選手として出場する時は「Dr.ダーレ」「実況マン」などのキャラクターを演じる。西口プロレスの名物試合「ミュージカルですマッチ」には白シャツ組のレギュラーメンバーとして、エール橋本の名前のまま出場する。
賀川照子：“闘うお嬢様”
リアル女子プロレスからの転身。相手となるレスラーの大半が男性だけに、軽い身のこなしで応戦する。下記DVD「六本木心中～」において、「長州中力」なる彼氏がいることを公表した。得意技はトップロープからのミサイルキック、リストをロックして投げる「てるてるスープレックス」。2019年6月に結婚。当然ながら相手は前述の「長州中力」ではない。
ザ・オバサン（外苑警備隊、原田豪紀）：“ご近所迷惑”
奈良の「騒音おばさん」のオマージュ。常に頭には3つのカーラーを付け、布団と布団叩きを持参。得意技は相手に布団をかけてからのボディプレスをする「布団ブレス」、相手を布団の上にパワーボムを掛ける「布団ボム」、相手をエプロンに追いやってから布団をかけ、布団叩きで叩きまくる引っ越せ攻撃。なお、2008年秋よりブルーザー・ブロディのオマージュキャラ「ブルーザー・デブロディ」として、2016年ごろより獣神サンダーライガーのオマージュキャラ「斬新サンダーライガー」としても活動している。また、猪木酒場大会にかつて、シロート・アントニオ、アドリアのアドレス、セキワケなど、多彩な外国人選手を"来日"させていた。

焙煎たがい。（バカンス）：“奇跡の逆転ファイター”
。までが名前。キン肉マンと同じく「95万パワー」なる力を持つ男。得意技は旋回式のキン肉バスター、「ガガガガ…」と叫びながらロープに振った相手に対してショルダースルーを行う「ブルドーザー」。人が死ぬところを見せてやる等の宣言をしてから相手の背中にサッカーボールキックを喰らわせるが、相手は当然死なない。一応「48の殺人技」を持っているらしい。
プライベートではジャンプ系の漫画家と親交があり、特に森田まさのりや『キン肉マン』の作者ゆでたまごと一緒に酒を飲む仲であり、その縁があってかゆでたまごは西口プロレスの名誉顧問に就任している。また、格闘探偵団バトラーツで本物のプロレスラーとしてデビューし、不定期に参戦していた。旧名は焙煎TAGAI。
現在はKIDが立ち上げたヒールユニット｢フェロモン兄弟｣の一員で｢フェロモンたがい。｣に改名してるが、時々｢焙煎たがい。｣名義で試合に臨む事もある。
タイガーマスクの覆面のデザインを上下逆さまにした様なデザインのマスクを被り、タガイーマスクとして本物のプロレス団体に出場する事もある。
ダーティー仮面（シザー斉藤。）：“青春ノイローゼ”
西口唯一の覆面レスラー。メキシコのルチャドールを髣髴とされる動きをする。しかし、対戦相手の投げ技やヘッドロックのときに覆面が取れてしまい、相手が申し訳なさそうに覆面を返すと、途端にその覆面を凶器に振り回すのがお約束になっている。当然、覆面が取れても素顔を隠そうとしない。ただし、自分でマスクを取った場合はそのまま普通に動く。
得意技はダーティーイリュージョン。関節技を決められているときに「3、2、1、ゼロ！」の掛け声でリングが暗転し、次にライトがつくと、攻守が入れ替わっている。最近は全身白塗りの怪奇キャラ「呪怨・トシオ」（映画『呪怨』に出ていた、としお君のオマージュ）としての出場も多い。
倉富益二郎（バカンス）：“ドーピング中年”
得意技は「メリメリスープレックス」。普通のスープレックス（サイドスープレックス）だが、投げる前に自分で「メリメリメリ…」と効果音をつける。なお、2009年春よりジミー・スヌーカのオマージュキャラ「ジニー・スニーカー」として、2018年よりオカダカズチカのオマージュキャラ「オカダデパチカ」としても活動している。ほかに別キャラとして「ヨット戸塚」「エド・カネック」など。
世界のうめざわ：“真っ白い猛牛”
「グッドニュース・アレン」から改名。昭和30年代から40年代に活躍したレスラーの技を小出しにするのが得意。よって投げ技や関節技など、見栄えのする技は一切やらない。得意技は股割き、「イナズマ」と宣言してからのレッグラリアット。「失敗したように見えるけど成功の技」パイルバスターなる大技を開発した。
ドン・クサイ（ブーブートレイン）：“3の技を持つ男”
その名のとおり動きは鈍く、覚えが悪い。リングイン時にトップロープを飛び越えようとして足を引っ掛けてリング内に転落する、間違えて左右のリングシューズの色が違うものを履いてきてしまう、少し動いただけで疲れてしまい休憩タイムor給水タイムに入ってしまうなどがお約束のネタとなっている。「コブラツイスト行くぞー！」とアピールしても、いつもかけ方を忘れる。場合によってはアピールのセリフも忘れる。得意技はアイアンクローだが、相手によって外され、自分の顔に自分でアイアンクローをかけることもある。なお、2008年秋よりアブドーラ・ザ・ブッチャーのオマージュキャラ「アブドーラ・ザ・ブッチャン」としても活動している。
佐々木孫悟空：“類人猿第2位”
以前は「神風健三郎」のリングネームで初代社長にしてなぜかヒールであったが、敗者引退マッチ（下記DVD「六本木心中～」に収録）に敗れ、引退を免れる代わりに本名の佐々木を名乗らされることに。得意技は分身（同じ着ぐるみを着た3人の猿が現れて攻撃する）、トップロープからの「風まかせ」（カンクーン・トルネード）。最近はもっぱら「けんちゃん」というリングネームで出場、噛み付きを得意とする野生児のようなキャラになっている。現在は主に本隊では照明を担当。試合は若手興行の西口ドアで行っている。
KID（外苑警備隊）：“キング・オブ・ステージ”
「KID THE 花道」から改名。不知火を得意技にしており、軽量級レスラーらしく軽やかな身のこなしでリングを縦横無尽に走り回る。シュタイナーからのフォールに持ち込むのが勝ちパターン。2008年の初出以降はタイガーマスクのフルコスチュームに身を包み、タイガーキッドとしてタイガーマスクのムーブをコピーしてみせる機会も増えている。2019年のいい夫婦の日に結婚した。尚、元西口プロレス所属でメイプル超合金の安藤なつと偶然、同一日の入籍である。他に同一日の入籍は、壇蜜、オードリー若林、川村ゆきえなどがいる。
ラブセクシー・ローズ（コヤマ紀比古）：“ブレーキの壊れたダンプ・ゲイ”
西口三大勢力の一つ「ラブセクシー・ファミリー」のボス。コスチュームにはいつも男性器の張りぼてをぶら下げている。得意技はラリアート、相手にまたがって張りぼてをくわえさせる「フェ○チオ固め」と、ロメロ・スペシャルを回転しながら披露する「ローリング・ロメロ」、ローズ・ボトム（チョーク・スラム）。2008年より、ハルク・ホーガンのオマージュキャラである【ハルク・コヤマサン】というキャラクターも断続的に演じている。常に１番をアピールしているホーガンとは違い、コヤマサンは常に２番をアピールするなど、本家よりやや控えめである。
ラブセクシー・マフミ(藤田 真文)：“バラに抱かれて狂い咲き”
以前は「グレート・乙羽屋」と名乗っていたが、ラブセクシー・ローズに「その道」に誘われて『ラブセクシー・乙羽屋』に改名、その後、出直しの意味で再度改名し現在に至る。結い髪のカツラに白塗りで登場。得意技はセカンド・ロープに両足を引っ掛けてのプレンバスターから腹筋運動で体を起こすスパイダー式プレーンバスター。その際にカツラが取れ、「白塗りのハゲ坊主」（ユンボ安藤談）が現れる。なお、2008年秋よりスタン・ハンセンのオマージュキャラ「ユダン・ハンセン」としても活動しており、その際は前述のヅラ落ちネタでは「第五の戦士キラーカーン」が現れる。また、企画的に、キラー・バカーン、飯塚チャカ史など様々なキャラを演じようとするも、いつも作り込みが雑・中途半端で、一度きりの登場になる事も少なくない。プロレスラーのオマージュキャラ以外にも、ザ・オバサンのオマージュである、ザ・オジサンというキャラクターも極稀に演じる事がある。2019年11月興行で、ザ・オバサンとザ・オジサンは夫婦である事が判明した。
縄師としての顔も持ち、音縄の名前で活動している。
2019年現在はKIDが立ち上げたヒールユニット｢フェロモン兄弟｣の一員で｢フェロモンマフミ｣と改名。試合では敵味方関係無く痛め付けられたりで不憫な目に遭っている。
ラブセクシー・ヤング（林◎ヤング）：“一億人の弟”
デビュー時はラブセクシー・ローズの弟子で、突如反旗を翻し正規軍に入りドン・クサイと「メリーゴーランズ」を結成していたが、2006（平成18）年2月28日のベルファーレ大会で、元のボスであるローズに「戻って来い」と勧誘されラブセクシー・ファミリーに復帰した。得意技はシッペ（勢いをつけてのシッペなど）、必要以上に助走をつけてからランニングエルボー。フォールするときは乙女式や幽体離脱式など。最近はレインメーカーに酷似する『shall we ヤング』なる技をフェイバリットムーブとしている。2019年現在、ラブセクシーファミリーが解体状態にある事から、ラブセクシーの名前を残しながらも、かつての「メリーゴーランズ」としての活動が主体となっている。そろそろ「ヤング」を名乗るのもおこがましい年齢である。
ゴージャス染谷：“中野の欠陥住宅”
「タイガーチョット・シン」から改名。得意技はゴージャススラッシュ、へそで投げないバックドロップ、低空ローリング。現在、構成作家として活動している。
超能力少年オリタ（ブーブートレイン）：“ただものではない”
以前はセコンドを担当していたが、その後、所々ジョージの名前でレスラーとなる。名前からわかるように所ジョージをモチーフとしている。得意技は所々コブラツイスト、所々サソリ固め。西口プロレスでは所々でしか見られない存在と言われている。2013年、6人タッグ王者の仲間だった超能力少年ダイジ（もう一人は世界のうめざわ）が引退したことで、超能力を引き継ぎ、超能力少年オリタに改名した。別キャラとして『痩浩』がある。
ポーク林（レフェリー担当）（ミスマッチグルメ）：“西口最強レフェリー”
事あるごとに「今リングにいる中で一番強いのはポーク」と言われるが、レフェリーに徹する。ひたすら面白ジャッジを追究し、意に沿わない動きをしたレスラーには平手打ちを喰らわせることも。最近では登場時に客席から大量のお菓子を投げ込まれ、右往左往するのが定番となっている。客席から『ポーク！』と呼ぶと瞬時に声がした方向を振り向く習性がある。実家は西武新宿線沿線にある定食屋で、ポーク自身が店番をしている事もある。
ガラ林（レフェリー担当）（ハイエナ）：“エンジ色のエクスタシー”
キャッチコピーの通り、常にエンジ色で上下を固める。また眼鏡もトレードマークで、冷静沈着なジャッジが売り。超能力少年ダイジに操られてジャーマンスープレックスを掛ける事も。主に前半の試合をレフェリングしており、オープニングで紹介される時に軽快なロープワークを披露するのが自身の最大の見せ場となっている。登場のタイミングで客席から「坪井！」と呼ばれて「本名禁止！」と返すシーンが多く観られるが、そのまま一人暴走して、解説のユンボ安藤から「台本にない事をやるな」と文句を言われる事もしばしばある。
ぴんぽんず「最高」川本（リングアナウンサー担当）（ぴんぽんず）：“孤高のリングアナ”
美声。長州小力がテレビのネタ見せ番組に出演する際の入場のアナウンスは、大概彼が担当している。自らがCEOとして携わる若手興行『西口ドア』では年に一度の記念碑興行に試合に出場するが、その度に足首骨折などガチの大怪我を負い、本人もそれを気にしながらもなお、リングに上がる。劇団を主宰している。
小橋太っ太
かつては３フランシスコというトリオで活動しており、３フランシスコ名義の時はチャールズという名前で活動していたが、小橋太っ太としての活動が増えるに従い、小橋太っ太１本に絞った。現在はダブルニードロップというコンビで活動。
小橋建太本人の公認である。また、太っ太本人もプロレスファンであり、プライベートで観戦する姿が後楽園ホールなどで見掛けられている。
ザ・シロート・カブキ
ザ・グレート・カブキのオマージュキャラであるが、その名の通り本人は全く歌舞伎に関して素人である。あまりに歌舞伎とはかけ離れている為、解説のユンボ安藤に「外国人がイメージする歌舞伎」と指摘される。
芸人としては、タケウチパンダの名前で活動。
蛾野正洋
蝶野正洋のオマージュキャラであり、2013年12月にそれまで西口ドアで活動していた小蝶野正洋の引退と入れ替わりで登場した。ケンカキックを模した"玄関キック"を得意技としている。
中邑珍輔
中邑真輔のオマージュキャラで、外見、動きともに非常によく似ている。初登場の2013年当時は独特の長髪を毛糸で表現していたが、2019年現在は自毛である。コスチュームや技名など、本家中邑真輔の変更に合わせて変更している。首が弱く後転をする度に回り切れずに首を傷めるのが定番である。
よしえつねお
プロレスラー吉江豊の実兄。リング上では何重にも履いたタイツを脱いでは客席に投げ入れる、たいして動かないうちから汗だくになる、相手の顔に自分の股間を押し当てる、白目になって不敵な笑いを浮かべるなど、一貫して気持ち悪く近寄りがたいキャラクターを通しており、またそのキャラクター故に同団体のリングガールユニット"西口向上委員会"からは非常に嫌われている。試合中も常に向上委員会に意識を向けており、突然試合そっちのけで向上委員会を追いかけまわし、向上委員会一同が蜘蛛の子を散らす様に逃げ惑うシーンはお約束になっている。しかし、実は団体随一の"受け手"であり、よしえ相手なら無茶をしても良いというのが西口レスラーの定説となっている。別キャラとして腐れ外道(外道)、バズ・ソイヤソイヤー(バズ・ソイヤー)、ミロ・ハダカラス(ミル・マスカラス)、アニマル浜栗(アニマル浜口)、マササイコロ(マサ斉藤)など、多彩なキャラクターを演じている。
梶慧
西口若手勢のイケメン枠。現在はフェロモン一家に属している。得意技は相手の目を無理矢理こじ開け眼球に息を吹き掛けドライアイにさせる"Eye of the Wind"。尚、別キャラとして飲伏幸太(いんぶし・こうた)、カジ・フォン・エリックがある。

## 過去の所属選手
うつ八郎：“一生新人”
「一生新人」のコピーよろしく、大技はもっていない。基本的にキック、パンチなどで相手の体力を消耗させていく戦法が多い。相方のダイジとはコンビを解散したとの事（ドン・クサイのブログで判明）。2009年2月を以って西口プロレスを退団。
安藤なつ：“どすこいロリータ”
「優香。」から改名。一時リングから離れていたが復帰。得意技はS・T・U（スペース・トルネード・優香.）ドミノプレス（前転倒立）、ロールプレス。2010年の九周年記念興行を最後に引退。現在はメイプル超合金として活動。
超能力少年ダイジ：“ウエスト57cm”
身長、体重、出身地は共に不明だがウエストだけは判明している謎のプロレスラー。超能力でプロレスラーの動きを自在に操るが、学生服を脱がされたら超能力は使えなくなる。得意技は超能力式ヘッドロックからのブルドッキング・ヘッドロック、超能力式キャメルクラッチなど。離れた相手に対して超能力をかけ、力を入れるだけで相手が苦しむ。レフェリーすら味方にしてしまう超能力を発揮することがある。
ハチミツ二郎（東京ダイナマイト）：“浮気なハニーパイ”
得意技は立ったままの姿勢で右手を高く挙げて拳を握り、そのまま倒れこむ「ガキ大将パンチ」。たまに右手を挙げながら倒れこむ瞬間に左手で殴りつけるフェイントも見せる。トップロープからクルリと半回転する「スワントン・ボム」（別名トペ・アトミコ）。2009年にはルチャ・リブレの本場メキシコに渡り、ルチャリブレのライセンスを取得している。なお、2008年秋より橋本真也のオマージュキャラ「ハチミツ真也」としても活動している。2013年から『nWo』オマージュユニット「西Wo」を立ち上げ団体内のタイトルを総ナメにした。西Woの解散と同時に西口のリングを離れるが、2018年に復帰。しかし、2019年3月26日の後楽園ホール大会に於いて、新根室プロレスのアンドレザ・ジャイアントパンダを相手に引退を掛けた試合で敗れ、プロレスを引退。その際にハチミツ二郎本人も知らないうちに、ハチミツ二郎の髪の毛も賭けられており、負けたその場で丸坊主にされ、茫然とするハチミツ二郎の姿が観られた。
マサ小林：“西口のわからず屋”
実の兄である代々木健介と途中加入のKIDとの軍団「ぶりばりブラザーズ」は西口三大勢力の一つとして暴れまわっている。ヒールの中でも実力は代々木と一、二を争う。得意技はファルコン・アローとシャイニング式ケンカキック。
代々木健介：“西口の番長”
ユンボ安藤いわく「西口にいちゃいけない男」。筋骨隆々とした肉体（炙り立てタンドリーチキンと称される事も）で繰り出すパワーボムやラリアットでギャグプロレスであることを一瞬忘れさせる存在。謎とされる経歴の中で某有名空手団体で空手をやっていたと自身のブログ内で発言していた。プライベートでは子供達に空手を教えている。
ばってん多摩川：“リアルアメリカンかぶれ”
星条旗を模したコスチュームに身を包んだリアルアメリカンかぶれ。得意技は客に『アイダホ！ミネソタ！ミシシッピ！』と合唱させるアメリカンエルボー、オレゴンからの手紙（延髄斬り）、ブラックマンデー（シットダウンパワーボム）、ばってんボンバー（ラリアット）など。学生プロレス出身でプロレス技のキレがいい。顔がボツボツで気持ち悪い。現在は九州プロレスに所属し、「ばってん☆ぶらぶら」として活動。
徳光正行
父の徳光和夫がゲストに来た興行のサプライズで参戦したが本人のプロレス好きもありその後も定期的に参戦中。「ミル・マサカラス」というリングネームでミル・マスカラスの覆面を被り、オーバーマスクを客席に投げるがセコンドに回収させる。試合中「誰だお前は?!」と言われ覆面を剥ぎ取られ素顔で試合を行う。2019年、プロレスラーとしてデビュー。
亀子のぶお（リングアナウンサー）：“絶叫シャウトシャウト”
オーバーなリアクションと不必要な大声でコールを行う。リングアナだけではなく、長州中力の名でレスラーとしても活躍。
花満開（実況兼リングアナウンサー）：“リングのホッとステーション”
派手な花柄のスーツとアフロがトレードマーク。試合前のコールも行うが、小力パラパラの前に会場をヒートアップさせるコールを行うことが多い。
松尾アトム前派出所（リングアナウンサー）
ユンボ安藤への弟子入りを志願し、西口が試合をしていた会場前で直訴する。以前は「フィルダースチョイス」というコンビで活動していた。
じっちゃん：“みんなまとめて地獄行き”
以前は「ニッカ三日坊主」等のリングネームで参加していたが、一時離脱。その後2005年年末富士急ハイランド大会（下記DVDの「富士急ハイランド～」に収録）で現在のリングネームで復帰。得意技はえんまキック、地獄突き、えんまスクリュー（相手の舌をペンチで挟んでひねり倒す）。かつての「ニッカ三日坊主」の名でリングに上がる事もある。以前は「スポンジブルドック」というトリオで活動していた。最近は「じっちゃん」という酔っ払いキャラでの出場が増えている。2008年からコンビではあるが「スポンジブルドック」での活動も復活。相方は「まめ」。2016年限りで引退。
松田大輔（東京ダイナマイト）： “ハチミツとクローバー改めマツーダー”
得意技は届いていない掌打の攻防からの昇竜拳。2006（平成18）年4月28日大会で3年ぶりに復帰したが、その直前に小力が第4回お笑い芸人歌がうまい王座決定戦スペシャルで優勝し獲得賞金で西口メンバーをグアム旅行に連れて行った際にも同行。相方であるハチミツ二郎は自身のブログで「オレとリーダー（注：松田）もちょうど夏に向けてサイパン合宿に出る予定だったので花鳥風月、じゃなかった、一石二鳥。松田大輔は帳尻を合わせる為に先月（注：2006（平成18）年4月28日大会）西口プロレスに3年半振りに出場した」と言及した。ドナルド・マクド・ドナルドの名でリングに上がる事もある。

ジャイアント小馬場：“東洋の凡人”
175cm・70kgという成人日本人男性の平均スタイルからはジャイアント馬場を連想できないため「東洋の凡人」と呼ばれる。徹底して動きはスローで、入場時はリングインに平均5分かかる。「ぐるナイ」でナイナイ岡村一押し芸人として登場した際は、その遅さゆえにスタッフに運ばれて登場&退場し、インパルス堤下に「一人じゃ生きていけない」と言われる。「笑金」では小力パラパラならぬ小馬場パラパラを披露。一同にヒンシュクをかい、小力をキレさせた。得意技は11文キック、22文ロケット砲、スーパー16文（でかい足を装着する）、馬場式拝み渡り（途中で失敗し、ロープに股間を打ち付ける。時たま、そのまま落ちずに跳ね返り復活する時も）馬場式プランチャー。キレると素早く動きジャイアント馬場らしからぬ技を披露することがある。小力、小猪木に続く「小」シリーズの芸人。2013年からは「クラッシャー猪馬（いのば）」など新キャラクターも披露するが、三平×2から、キャラがぶれていると突っ込まれた。ヒールとして活動する時は、かつてのリングネーム「イタコTHE青森」となる。また、棚橋弘至のオマージュキャラ"棚卸し弘至"としても活動。同じく棚橋キャラ"棚ボタ弘至"として活動していたどてちん岩ちゃんと棚橋キャラを賭けたコントラマッチを行い勝利。その際に棚橋本人から公認を得ている。2024年卒業
見た目が邦彦（ペイパービュウ）：“和製三田村邦彦”
男前キャラ。得意技は相手を仰向けにさせてクルクルと回りまったくクラッチをしないでブリッジをして決める「見た目がクラッチ」、試合中に「オレが本当の三田村邦彦だ！」、「オレは三田村邦彦の息子だ！」と叫び（当然真っ赤な嘘）、場内には「必殺仕事人」のテーマが流れる。三味線の糸で対戦相手の首を絞めるような仕草をすると、相手はもだえ苦しみ、プツンと糸が切れると相手が倒れこむ。ユンボ安藤に「なんて子供だましなんだ！」と酷評される。三沢光晴のオマージュキャラ「三沢が光晴」、丸藤正道のオマージュキャラ「四角藤曲がり道」としても活動している。2012年、元西口向上委員会（ラウンドガール）のメンバーと結婚。ユンボ安藤に『身内に手を出しちゃった』とネタにされた。また、それにまつわる王座戦線も勃発。2024年卒業。
坂本ガソリン
小高山善廣

## ユニット
西口プロレスで活動しているユニット。
- メリーゴーランズ (ラブセクシー・ヤング、ドン・クサイ)
- 悪～ズwithSAN.PEI.DEATH!! (見た目が邦彦、よしえつねお、三平×2)
- フェロモン兄弟 (フェロモンKID、フェロモン・マフミ、カジ・ケイ)

## 過去のユニット
西口プロレスで過去に活動していたユニット。
- ラブセクシーファミリー (ラブセクシー・ローズ、ラブセクシー乙羽屋、ラブセクシー・ヤング、ラブセクシー・ボウズ、ラブセクシー・プリン、ラブセクシー・テルコ、ラブセクシー・ソング)
- ブリバリ・ブラザーズ (代々木健介、マサ小林)
- チーム雛壇 (倉富益二郎、超能力少年ダイジ、うつのみや八郎、エンマ大王)
- 風魔一族 (風魔剛力、風魔学者、風魔斎藤)
- 西.W.o (ハチミツ二郎、KID、見た目が邦彦、よしえつねお)
- 西口クラッシャーズ(KID、見た目が邦彦、よしえつねお)

## 管理タイトル
西口プロレスが管理するタイトル一覧。
- 西口ヘビー級選手権
- 西口最強タッグ選手権
- 西口６人タッグ選手権
- 西口ハードコアベルト…過去の最大連続防衛回数記録は三城晃子の99回。
- 小IWチービーチャンピオンベルト…ベルトのバックルにお気に入りの写真を入れられる。哀川翔も戴冠した事がある。哀川参戦を機にベルトが新調された。
- ゴーヤチャンピオンベルト…代々木健介引退後、タイトルマッチは行われていない。

## DVD
- お笑いど真ん中 in 西口プロレス〜長州小力vsアントニオ小猪木〜（エイベックス）（2005年8月17日）
- 六本木心中 in 西口プロレス〜こんなにおおきくなりまして〜（エイベックス）（2005年12月14日）
- 富士急ハイランド in 西口プロレス〜おとこのこまつり〜（エイベックス）（2006年7月19日）

## 雑誌連載
西口プロレス認定 CTC （CHAMPION TOKO COLOSSEUM：チャンピオン★トウコウ★コロシアム）
- 週刊少年チャンピオン誌の読者投稿ページとのコラボレーションで、2005年7号から2013年9号まで連載されていた。
- 三平×2と倉富益二郎がメインパーソナリティー兼構成担当。各シリーズごとに所属選手2人が、各自考案したコーナーとともに登場する。

## テレビ出演
西口プロレスとして出演した番組のみ記載。
- 爆笑そっくりものまね紅白歌合戦スペシャル（フジテレビ）
- 体操の時間。（フジテレビ）
- 笑いの金メダル（テレビ朝日系列）